# Argélia nos Jogos Olímpicos de Verão de 2000
A Argélia participou dos Jogos Olímpicos de Verão de 2000 em Sydney, Austrália.

## Medalhistas

### Ouro
- Nouria Merah-Benida — Atletismo, 1.500m feminino

### Prata
- Ali Saidi-Sief — Atletismo, 5.000m masculino

### Bronze
- Djabir Saïd-Guerni — Atletismo, 800m masculino
- Abderrahmane Hammad — Atletismo, Salto em altura masculino
- Mohamed Allalou — Boxe, Meio-médio-ligeiro masculino